# Tubificoides wasselli
Tubificoides wasselli är en ringmaskart som beskrevs av Brinkhurst och Baker 1979. Tubificoides wasselli ingår i släktet Tubificoides och familjen glattmaskar. Inga underarter finns listade i Catalogue of Life.